# Clóvis Júnior

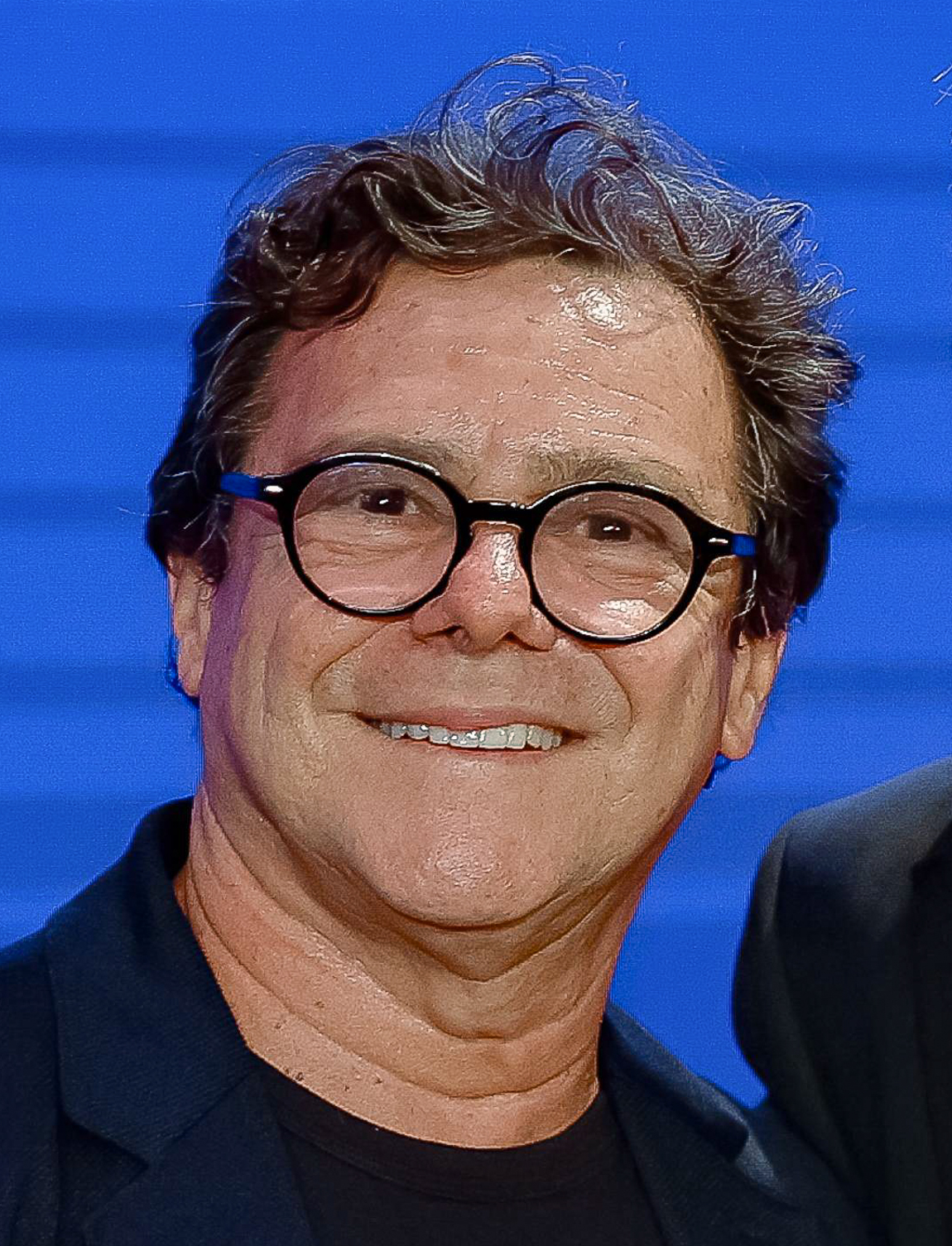
Júnior em 2025

Clóvis Dias Júnior (Guarabira, 22 de junho de 1965), mais conhecido como Clóvis Júnior, é um pintor, escultor e gravurista brasileiro.
Aos 17 anos, Clóvis Júnior vem morar em João Pessoa, onde reside até hoje. Em 1985, ingressa no curso de educação artística - UFPB. Faz curso de gravura, Prof. Hermano José, UFPB.

## O Boi do Bessa
Em 1989, Clóvis vai morar no bairro do Bessa, onde na época o bairro era cheio de cajueiros e restingais que davam sombra aos bois das vacarias que pastavam a beira mar e que serviam também como fonte de renda para moradores das proximidades, restando poucos preservados pelos moradores. 
No ano de 1994, a partir de uma conversa com Cassandra, sua esposa, surge a ideia de fazer um bloco carnavalesco ecológico, visando conscientizar os moradores sobre a crescente derrubada dos cajueiros. O bloco tem um boi com chifres de caju como símbolo.
A cada ano o bloco arrasta mais foliões, completando agora em 2013 seus 19 anos.

## Prêmios e Salões
- 2008: Comenda "Gente que faz a nossa Paraíba", Guarabira, PB.
- 2008: Medalha Honorífica Osmar de Araújo Aquino, Guarabira,PB.
- 2007: Medalha Augusto dos Anjos, Assembléia Legislativa da Paraíba, João Pessoa, PB.
- 2006: Participação do Livro Artistas Brasileiros, Senado Federal, Brasília, DF.
- 2006: Título de Cidadão Pessoense, João Pessoa, PB.
- 2006: Bienal Naïfs do Brasil, São Paulo, SP.
- 2005: Participação do Livro Brazilian Art, São Paulo, SP.
- 2005: Artista paraibano selecionado para compor Calendário 2005, CHESF, João Pessoa, PB.
- 2004: Bienal Naïfs do Brasil, São Paulo, SP.
- 2004: III Bienal Internacional de Gravuras, Jundiaí, SP.
- 2003: XXVIII Anuário do Clube de Criação de São Paulo, SP.
- 2003: 10 anos do Centro Cultural Correios, Rio de Janeiro, RJ.
- 2000: XV Noite da Cultura da Paraíba, Menção Honrosa, João Pessoa, PB.
- 2000: V Bienal Naïfs do Brasil, São Paulo, SP.
- 1997: Lendas e Crenças: Mostra Itinerante de Arte de São Paulo, SP.
- 1996: Bienal Naïfs do Brasil, Piracicaba, SP.
- 1996: 1° Salão Mercosul de Arte Sacra, Grande Menção Honrosa, Buenos Aires, Argentina.
- 1996: Troféu Paraíba Artista Plástico do Ano, João Pessoa, PB.
- 1993: 1° Lugar no Concurso Nacional de Cartazes Contra as Drogas, Promovido pela ONU, Brasília, DF.
- 1992: Mostra Internacional de Arte Ingênua e Primitiva, Menção Honrosa, Piracicaba, SP.
- 1990: 3° Lugar no Concurso Listel/Telpa, Catálogo Telefônico da Paraíba, PB.
- 1987: 1° Lugar no Concurso Listel/Telpa, Catálogo Telefônico da Paraíba, PB.
- 1986: Salão Cenas da Cultura Popular, Piracicaba, SP.
- 1985: A Presença do Mar nas Artes Plásticas, Galeria Pedro Américo, João Pessoa, PB.
- 1985: Prêmio Aquisição Salão São João, Galeria Pedro Américo João Pessoa, PB.
- 1985: VI Salão Municipal de Artes Plásticas, (artista convidado), João Pessoa, PB.
- 1983: XXXVI Salão de Artes Plásticas de Pernambuco, Recife.